# Cryptocanthon napoensis
Cryptocanthon napoensis är en skalbaggsart som beskrevs av Cook 2002. Cryptocanthon napoensis ingår i släktet Cryptocanthon och familjen bladhorningar. Inga underarter finns listade i Catalogue of Life.